# Conselho Superior de Estatística
O Conselho Superior de Estatística (CSE) criado pela Lei nº6/89, de 15 de Abril, é o órgão do Estado que, em Portugal,  superiormente orienta e coordena o Sistema Estatístico Nacional (SEN).
Fazem parte da sua composição diversos organismos da Administração Pública, Governos Regionais, Associações de Municípios, Associação Nacional dos Municípios Portugueses, Banco de Portugal, Confederações Sindicais e Patronais, Universidades, etc.